# ハク加
苩加（はくか、백가（ペクカ）、？ - 502年）は、百済の東城王の時の大臣で、大姓八族中の一つである苩氏出身貴族である。

## 生涯
熊津の土着の豪族で、486年（東城王8年）2月、衛士佐平に任命されて、宿衛兵を管掌した。501年（東城王23年）8月、東城王に新築した加林城を守れと王命を受けたのだが、赴任するのを望まず、病を口実に赴任しないだろうと言った。
しかし、東城王が承諾せず強制的に加林城に赴任させるや、これをきっかけに東城王に怨みを抱いて、同じ年の11月、狩りをしに出て、雪で道が塞がれ、馬浦村に泊まる東城王を刺客に命じて刃で刺すように言い、東城王は結局12月に死亡した。
その後、赴任地である加林城を根拠地にして、反乱を起こしたが、新たに即位した武寧王が軍隊を率い、牛頭城に着いて扞率の解明に討伐することにするや、抵抗なく城を出てきて降伏したのだったが、殺され、彼の死体は白江に投げこまれた。
東城王の王権強化策によって新たに浮上した苩氏家門が王権と親密な関係にありながらも、東城王を殺害した原因は、東城王の支配構造に対する再編成計画が中央貴族の利害関係と合わなかった場合に起こることと推定される。
武寧王は東城王の2番目の息子あるいは東城王の異母兄だという。501年1月、衛士佐平の苩加が送った刺客に東城王が殺害されるや、彼の後を継いで即位した。502年正月、加林城に根拠を置き、抵抗した苩加を討伐し、同じ年の冬11月、高句麗の水谷城を攻撃した。

## 関連作品

### テレビドラマ
- 『帝王の娘 スベクヒャン』（MBC, 2013年, 俳優：アン・ソクファン（朝鮮語版））